# Colegio Notarial de Valencia
El Colegio Notarial de Valencia es la corporación de derecho público, de ámbito autonómico, que ejerce la representación de los notarios de la Comunidad Valenciana. La institución se halla documentada de forma ininterrumpida desde el año 1283, en los inicios de la fundación del Reino de Valencia, hecho que lo convierte en el más antiguo de España. Su sede está situada en la calle Pascual y Genís número 21 en la ciudad de Valencia (España). Es obra del arquitecto valenciano Joaquín María Belda.

## Edificio
El edificio alberga la sede del Colegio Notarial de la Comunidad Valenciana. Fue un proyecto del arquitecto Joaquín María Belda realizado en 1883. El solar fue ya adquirido con el fin de albergar el Colegio Notarial de Valencia y desde entonces es su sede. Su estilo arquitectónico es el neoclásico y neobarroco. El Colegio Notarial se inauguró el 11 de marzo de 1887.
El edificio consta de planta baja, cuatro alturas y dos torres a ambos extremos en forma de áticos. En la década de los años 20 se realizó una importante reforma del edificio a cargo del arquitecto Manuel Peris Ferrando, tanto en su interior como en la fachada, que le otorgaría su aspecto actual. En esta reforma se sobreelevó la fachada con dos plantas adicionales.
La fachada tiene una concepción academicista y monumental como si fuera un retablo neobarroco. En su ornamentación se hallan elementos de diversos estilos: plateresco, barroco y casticista. Las esculturas en bronce de la puerta principal fueron realizadas por el escultor valenciano José Justo Villalba. En su interior destaca el vestíbulo, de carácter monumental y el salón de actos, de estilo neorrenacentista.
En 1999 los arquitectos Álvaro y Natalia Gómez-Ferrer comenzaron la última reforma del edificio para mejorar su funcionalidad. La actuación fue respetuosa con la fachada original y sus interiores y finalizó en el año 2002.